# El imán de Teodorico
El imán de Teodorico es un cuento de fantasía heroica del escritor argentino uruguayo Constancio C. Vigil publicado originalmente en 1940 por la editorial Atlántida. Al igual que otros cuentos dentro de ese subgénero, el relato transcurre en un contexto que evoca de manera imprecisa a la Europa medieval, donde Teodorico, un joven proveniente de una familia humilde, hace uso de un imán mágico en forma de herradura, que atrae todos los metales, incluyendo al oro, si el propietario que lo porta invoca sus poderes a través del recitado de una fórmula mágica.

## Trayectoria editorial
El cuento fue publicado en sus distintas ediciones por la editorial Atlántida en distintos formatos, ya sea como una serie de mini libros  dentro de otras obras como Compañero o "El imán de Teodorico y otros cuentos" escritos también por Vigil  o como libro independiente, llegando a realizarse entre 1940 y 1949 unas 5 ediciones con más de 100.000 ejemplares la mayoría de ellos ilustrados por el artista Federico Ribas, alguno de ellos con portadas del artista ucraniano Boris Kriukov quien en 1948 emigró hacia Argentina. Posteriormente, durante la década de los 70 la misma editorial volvería a editar el cuento en una nueva tirada ilustrada por Ernst Worcester con un formato de mayor envergadura.

## Argumento
Teodorico aprendía el oficio de zapatero de su padre, y en cierta ocasión en que ambos se encontraban trabajando, el cordón del que pendía el cuadro de su ancestro real, colgado de la pared, se cortó y detrás de la imagen estaba oculto un papel con la fórmula, que había sido escondida allí por el último de los Teodoros que usó el imán.
Las noticias de Teodorico y su imán llegan a oídos del rey el cual llama a Teodorico a su presencia puesto que deseaba conocer aquel imán que podía atraer todos los metales incluyendo al oro. .

## Análisis del cuento
Dentro de la visión moralista de Vigil, la holgazanería y la avaricia podían resultar nefastas, mientras que la honradez y la laboriosidad eran recompensadas. También existía en el campo de la literatura escrita por Vigil el espacio para la redención. El rey trata de mentiroso a Teodorico al principio, pero luego, cuando se comprueba su honradez, es el mismo rey quien le ofrece su propio reino.
Teodorico tiene varias similitudes con otro de los personajes de Constancio Vigil, Sildio, cuyas aventuras también transcurrían en el medievo. Ambos  tenían un objeto mágico, en el caso de Teodorico el imán en cuestión y en el caso de Sildio la moneda volvedora. Tanto Teodorico como Sildio usan sus objetos mágicos como último recurso ante extrema necesidad, jamás por ambición sino para ayudar a los demás o a ellos mismos. A veces usan el objeto mágico para aleccionar embusteros o avaros y la labor heroica de los dos protagonistas es por un momento puesta en duda y finalmente recompensada. Teodorico se convierte en rey y Sildio obtiene la propiedad de unas magníficas tierras de cultivo que lo enriquecen.